# Филипп Гогенцоллерн-Гехингенский
Филипп Кристоф Фридрих Гогенцоллерн-Гехинген (нем. Philipp Christoph Friedrich von Hohenzollern-Hechingen; 24 июня 1616, Хехинген — 24 января 1671, там же) — третий князь Гогенцоллерн-Гехингена.

## Биография
Филипп был младшим сыном Иоганна Георга (1577—1623), графа Гогенцоллерн-Гехингена (1605—1623), от брака с Франциской (ум. 14 декабря 1619), дочерью герцога Фридриха Зальмского.
Будучи младшим сыном, Филипп с детства готовился для принятия духовного сана. Он служил каноником в Кельне и Страсбурге. Он также был юристом и главой императорской дипломатической миссии в Испании.
В июле 1661 года после смерти своего старшего брата, князя Эйтеля Фридриха V Гогенцоллерна-Гехингена, Филипп унаследовал княжеский престол. Папа римский Александр VII за уплату 4 000 эскудо разрешил Филиппу вернуться к мирской жизни. Графы Гогенцоллерн-Гехинген получили княжеский титул, который должен был передавать по наследству только старшим сыновьям. Однако, поскольку все представители Гогенцоллерн-Гехинген находились на имперской службе, император Священной Римской империи Леопольд I Габсбург утвердил княжеский титул за Филиппом. Папа римский также дал разрешение 50-летнему Филиппу жениться в Баден-Бадене 12 ноября 1662 года на принцессе Марии Сидонии (1635 — 15 августа 1686), дочери маркграфа Германа Фортуната фон Баден-Родемахерна.
Во время своего правления князь Филипп Гогенцоллерн-Гехинген страдал от слабого здоровья и к концу жизни был полностью парализован. Княжество, сильно пострадавшее во время Тридцатилетней войны, медленно восстанавливалось благодаря, в частности, спокойному правлению Филиппа и приданому его жены. В его правление промышленность, сельское хозяйство, торговля, церкви и школы стали активно развиваться в княжестве.

## Дети
Филипп и Мария Сидония имели шесть детей:
- Фридрих Вильгельм (20 сентября 1663 — 14 ноября 1735), князь Гогенцоллерн-Гехинген. Женат с 1687 года на графине Марии Леопольдине фон Зинцендорф (1666—1709), с 1710 года на баронессе Максимилиане Магдалене фон Лютцау (1690—1755)
- Герман Фридрих (11 января 1665 — 23 января 1733), имперский генерал-фельдмаршал, 1-я жена с 1704 года княгиня Элеонора Магдалена Бранденбург-Байройт (1673—1711), 2-я жена с 1714 года графиня Жозефа фон Эттинген-Шпильберг (1694—1738)
- Карл Леопольд (11 февраля 1666 — 18 июля 1684), погиб во время первой осады Вены
- Филипп Фридрих (9 февраля 1667 — 30 июня 1667)
- Мария Маргарита (28 мая 1668 — 28 мая 1668)
- Карл Фердинанд (5 августа 1669 — 5 августа 1669)
- Сидония (26 апреля 1670 — 20 апреля 1687)
- Франц Карл (25 апреля 1671 — 25 апреля 1671)